# Bokermannohyla vulcaniae
Espèce
Synonymes
- Hyla vulcaniae Vasconcelos & Giaretta, 2005 "2003"

Statut de conservation UICN

 VU B2ab(iii) : Vulnérable
Bokermannohyla vulcaniae est une espèce d'amphibiens de la famille des Hylidae.

## Répartition
Cette espèce est endémique du Minas Gerais au Brésil. Elle se rencontre vers 1 000 m d'altitude à Morro do Ferro dans la municipalité de Poços de Caldas,.

## Publication originale
- Vasconcelos & Giaretta, 2005 "2003" : A new species of Hyla (Anura: Hylidae) from southeastern Brazil. Revista española de herpetología, vol. 17, p. 21-27.